# Leyes de Faraday de la electrólisis

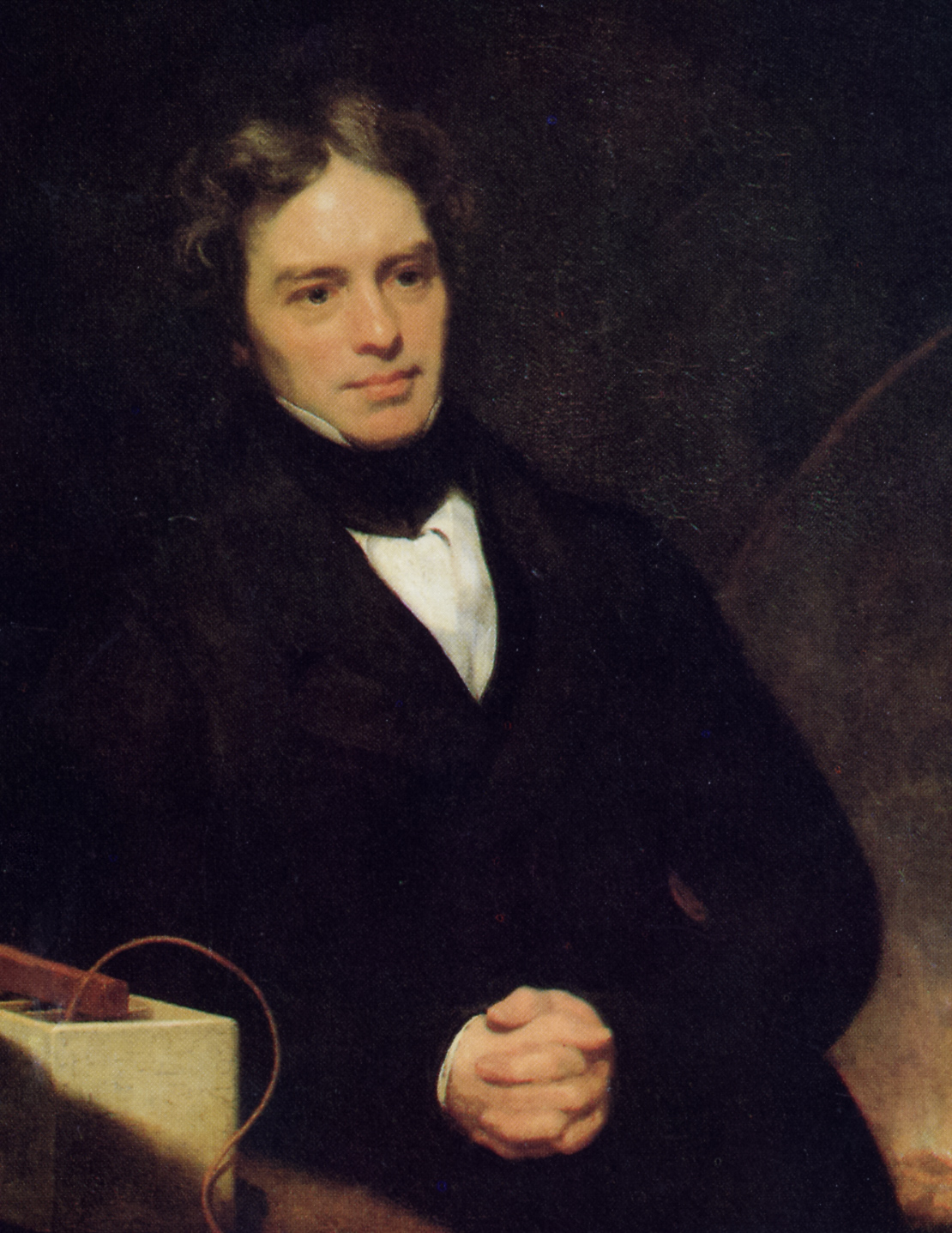
Michael Faraday, por Thomas Phillips c. 1841-1842.

Las  leyes de Faraday de la electrólisis  expresan relaciones cuantitativas basadas en las investigaciones electroquímicas publicadas por Michael Faraday en 1834.

## Enunciado de las leyes
Varias no versiones del enunciado de las leyes se pueden encontrar en los libros de texto y la literatura científica. La más utilizada es la siguiente: 
- Primera ley de Faraday de la electrólisis: La masa de una carga eléctrica depositada en un electrodo durante la electrólisis es directamente proporcional a la cantidad de electricidad transferida a este electrodo. La cantidad de electricidad se refiere a la cantidad de carga eléctrica, que en general se mide en coulombs.

{\displaystyle {\begin{array}{|c|c|c||c|}\hline {\text{Proceso}}&{\text{Cantidad depositada}}&{\text{Cantidad e}}^{-}{\text{ necesarios}}&{\text{Carga el}}\mathrm {{\acute {e}}ctrica} \\\hline \mathrm {{Na^{+}}(aq)+1\,e^{-}} \longrightarrow \mathrm {Na(s)} &{\text{1 mol Na}}&{\text{1 mol e}}^{-}&96500{\text{ C}}\approx F\\\mathrm {Mg^{2+}(aq)+2\,e^{-}} \longrightarrow \mathrm {Mg(s)} &{\text{1 mol Mg}}&{\text{2 mol e}}^{-}&2\cdot 96500{\text{ C}}\equiv 2F\\\mathrm {Al^{3+}(aq)+3\,e^{-}} \longrightarrow \mathrm {Al(s)} &{\text{1 mol Al}}&{\text{3 mol e}}^{-}&3\cdot 96500{\text{ C}}\equiv 3F\\\hline \end{array}}}
- Segunda  ley de Faraday de la electrólisis: Para una determinada cantidad de electricidad (carga eléctrica), la masa depositada de una especie química en un electrodo es directamente proporcional al peso equivalente del elemento. El peso equivalente de una sustancia es su masa molar dividido por un entero que depende de la reacción que tiene lugar en el material, este número representa la cantidad de moles de electrones puestos en juego en la reacción de oxidación-reducción.

## Forma matemática
Las leyes de Faraday se pueden resumir en la forma moderna:

{\displaystyle m={\frac {Q}{F}}\cdot {\frac {M}{z}}}

donde:
- {\displaystyle m} es la masa de la sustancia producida en el electrodo (en gramos).
- {\displaystyle Q} es la carga eléctrica total que pasó por la solución (en coulombs).
- {\displaystyle F} es la constante de Faraday.
- {\displaystyle M} es la masa molar de la sustancia (en gramos por mol).
- {\displaystyle z} es el número de valencia de la sustancia como ion en la solución (electrones por ion).

Nótese que {\displaystyle M/z} es el peso equivalente de la sustancia alterada.
Para la primera ley de Faraday, dado que {\displaystyle M}, {\displaystyle F} y {\displaystyle z} son constantes, {\displaystyle Q\propto m}.
Para la segunda ley, si {\displaystyle Q}, {\displaystyle F} y {\displaystyle z} son constantes, {\displaystyle m\propto M/z}

En el caso de que la electrólisis tenga lugar en corriente continua:

{\displaystyle Q=I\cdot t}

donde:
- {\displaystyle I} es la intensidad de corriente eléctrica (en amperios).
- {\displaystyle t} es el tiempo transcurrido (en segundos).

Sustituyendo esta expresión para la carga {\displaystyle Q} en la ecuación anterior, obtenemos:

{\displaystyle m={\frac {It}{F}}\cdot {\frac {M}{z}}}

y por lo tanto, como {\displaystyle n=m/M}:

{\displaystyle n={\frac {It}{F}}\cdot {\frac {1}{z}}}

donde:
- {\displaystyle n} es la cantidad de sustancia liberada (en moles).

En el caso de que la corriente varíe en el tiempo, la intensidad instantánea se define como:

{\displaystyle I={\frac {\mathrm {d} Q}{\mathrm {d} t}}}

Integrando, obtenemos que la carga total es:

{\displaystyle Q=\int _{t_{0}}^{t_{f}}I(t)\,dt}

donde:
- {\displaystyle t_{0}} es el instante de tiempo inicial.
- {\displaystyle t_{\rm {f}}} es el instante de tiempo final.